# ماري سورا
ماري سورات (26 كانون الثاني/يناير 1949) هي روائية سورية.

## حياتها
ولدت ماري معمر في 26 يناير 1949 في حلب، كان والدها مزارعاً، حيث درست الفنون التصويرية في أكسفورد عام1949، ثم انتقلت إلى الولايات المتحدة. وفي عام 1973 التقت ميشيل سورا في بيروت. تزوجت من عالم الاجتماع والباحث في المركز الوطني الفرنسي للبحث العلمي الذي اختطف في 22 مايو 1985 في بيروت من قبل منظمة الجهاد الإسلامي. تم إعلان وفاة زوجها في 5 مارس 1986. بعد هذه الأحداث كتبت كتاب "الغربان من حلب"، حيث أدانت نفاق السياسة.